# When Ladies Meet
|  | Aquest article tracta sobre la pel·lícula de 1941; per a la de 1933 dirigida per Harry Beaumont vegeu l'article When Ladies Meet (pel·lícula de 1933) |

When Ladies Meet és una pel·lícula estatunidenca dirigida per Robert Z. Leonard, estrenada el 1941.

## Argument
Mary, que és escriptora, està escrivint una nova novel·la que parla d'un triangle amorós. Cau enamorada del seu editor, cosa que no és gust de qui la cobejava. El seu pretendent gelós la presenta llavors a la dona de l'editor, però sense revelar-li qui és.

## Repartiment
- Joan Crawford: Mary 'Minnie' Howard
- Robert Taylor: Jimmy Lee
- Greer Garson: Claire Woodruff
- Herbert Marshall: Rogers Woodruff
- Spring Byington: Bridget 'Bridgie' Drake
- Rafael Storm: Walter Del Canto
- Mona Barrie: Mabel Guiness
- Max Willenz: Pierre
- Florence Shirley: Janet Hopper
- Leslie Francis: Homer Hopper

## Nominacions
- Oscar a la millor direcció artística 1942 per Cedric Gibbons, Randall Duell, Edwin B. Willis